# Carlismo en Andalucía
El carlismo, como movimiento político e insurreccional, desempeñó un papel importante en la historia de Andalucía. Aunque sus feudos principales, sobre todo durante las guerras carlistas, fueron las provincias Vascongadas, Navarra, Cataluña y el Maestrazgo, también la región andaluza, al igual que otras zonas de España, contó con muchos defensores de esta causa desde su misma aparición.
El carlismo o tradicionalismo perduró en Andalucía a través de su prensa y de las juntas y círculos partidarios de esta causa que se fueron formando desde finales del siglo XIX. Tuvo su auge en la década de 1930 y los carlistas andaluces desempeñaron un papel destacado en la guerra civil española con la milicia del Requeté.

## Historia
En Andalucía el pensamiento contrarrevolucionario opuesto a la Constitución de Cádiz había tenido mucha predicación, siendo algunos de sus máximos exponentes los andaluces Francisco Alvarado «el Filósofo Rancio» (natural de Marchena) y Rafael de Vélez (de Vélez-Málaga). Algunos de los principales redactores del Manifiesto de los Persas fueron el Marqués de Mataflorida y Juan López Reina, ambos sevillanos, que habían sido diputados «absolutistas» en las Cortes de Cádiz. También en Sevilla se dio por primera vez el sarcástico grito de «¡Vivan las cadenas!» tras la liberación de Fernando VII en 1823 por los Cien Mil Hijos de San Luis.
Un crimen que causó especial conmoción entre los realistas en esas fechas fue el asesinato del padre Osuna, predicador de la Orden Tercera de San Francisco, que fue apuñalado en febrero de 1823 en dos ocasiones diferentes por los liberales revolucionarios, mientras se hallaba preso en la cárcel baja de Granada. Otra de las figuras reivindicadas por los realistas precarlistas fue Josefina de Comerford, mujer criada en Tarifa que llegó a ser conocida como «la Juana de Arco carlista», en contraposición a heroínas liberales como la granadina Mariana Pineda.

### Primera guerra carlista

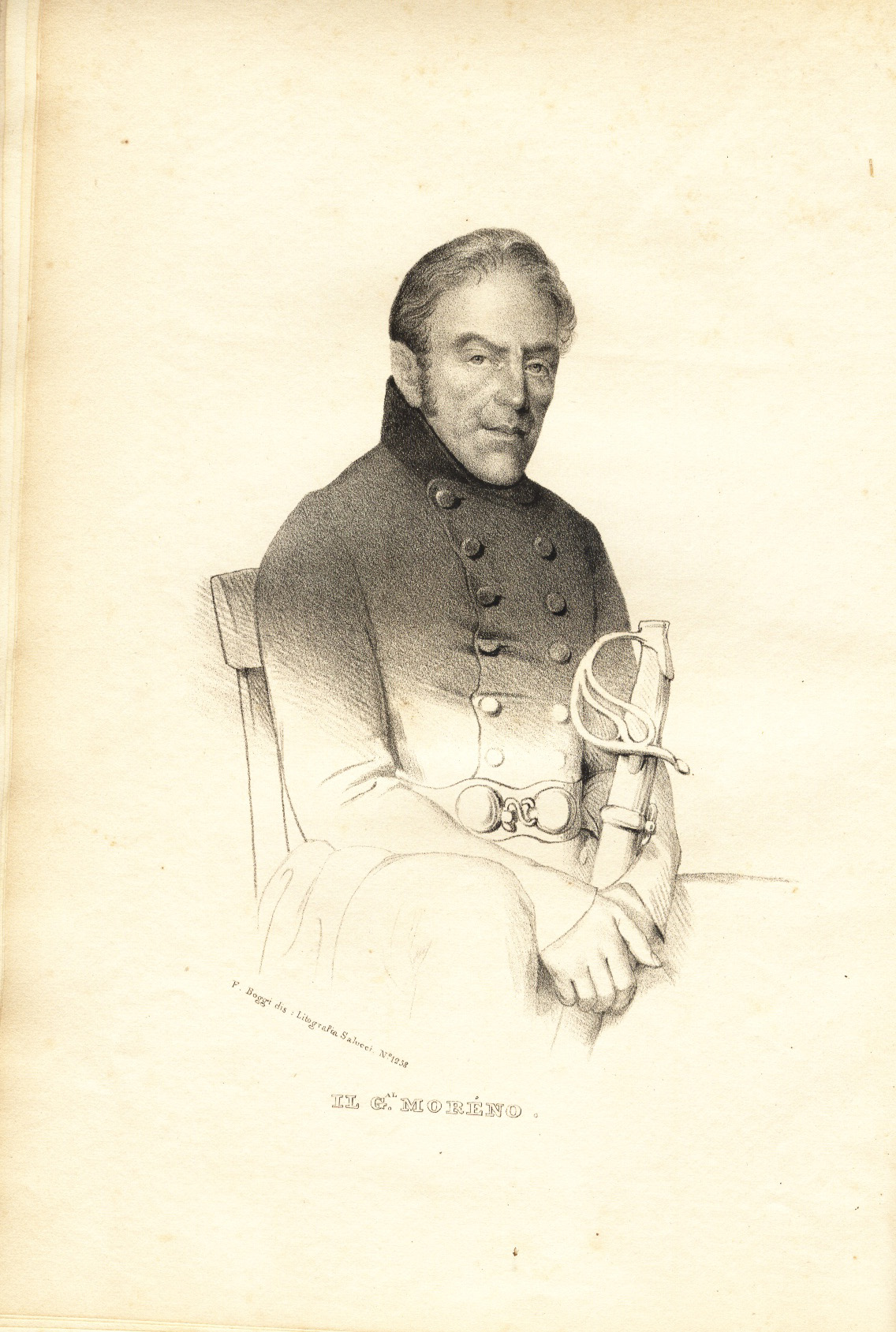
El general gaditano Vicente González Moreno, responsable de la ejecución de Torrijos en 1831. Sustituyó a Zumalacárregui como general en jefe del ejército carlista del Norte en 1835.

Según el historiador Alfonso Bullón de Mendoza, Andalucía era, junto con Castilla la Vieja y Extremadura, donde mejor organizados estaban los partidarios del infante Carlos María Isidro, aunque en 1833 no pudo triunfar allí la rebelión carlista porque los Voluntarios Realistas habían sido purgados, cosa que no sucedió en Vascongadas y Navarra debido a sus privilegios forales.
En 1835, ya avanzada la primera guerra carlista, hubo un intento de levantamiento general carlista en Andalucía, con foco principal en Sevilla y Écija, aunque la conspiración se extendía a ciudades como Carmona, Osuna, Córdoba y Lucena, radicando un grupo importante en el condado de Niebla. El representante de Don Carlos en la región era el Brigadier Salvador Malavila, oriundo de Cataluña y veterano de la guerra de la Independencia. La conspiración fracasó al ser denunciados varios carlistas de Écija, lo que motivó que se practicaron numerosas detenciones de personas sospechosas. El Brigadier Malavila ordenó entonces que se iniciara el levantamiento, pero fue capturado, condenado a muerte y ejecutado junto con sus principales oficiales por negarse a delatar a sus compañeros.
Por esas fechas también aparecieron partidas carlistas, como la mandada en la sierra de Propios por Luis Moreno, —que fue hecho prisionero y fusilado en Jaén—, las que actuaban en el campo de Gibraltar o la que dirigía un guerrillero conocido como Don Antonio en los alrededores de Gaucín, en la serranía de Ronda. Hubo asimismo alzamientos de partidas en lugares como Motril. Todas ellas fueron desarticuladas. Muchos de los insurrectos eran militares que habían participado en la campaña realista de 1822-1823.
Más de un complot recibía la inspiración y ayuda de un comité que actuaba en Gibraltar, compuesto por carlistas españoles y miguelistas portugueses, que contaba con el apoyo de algunos tories ingleses. Los miembros españoles del comité se aplicaron particularmente a las provincias de Cádiz, Málaga y Granada y, sobre todo, a establecer enlaces con los presos carlistas que estaban en los castillos y presidios de Cádiz, Algeciras, Ceuta, Melilla y Alhucemas.
El 4 de octubre de 1836 individuos de la milicia nacional, con la complicidad de toda la segunda compañía de granaderos, asesinaron en Málaga a los capitanes carlistas Francisco Estrada y Carlos Mosé, mientras se hallaban indefensos en prisión. Cinco años antes, Estrada y Mosé, voluntarios realistas malagueños, habían contribuido activamente a la persecución y derrota de la facción de José María Torrijos, por lo que habían sido ascendidos y premiados con la cruz de primera clase de la Real y militar orden de San Fernando.

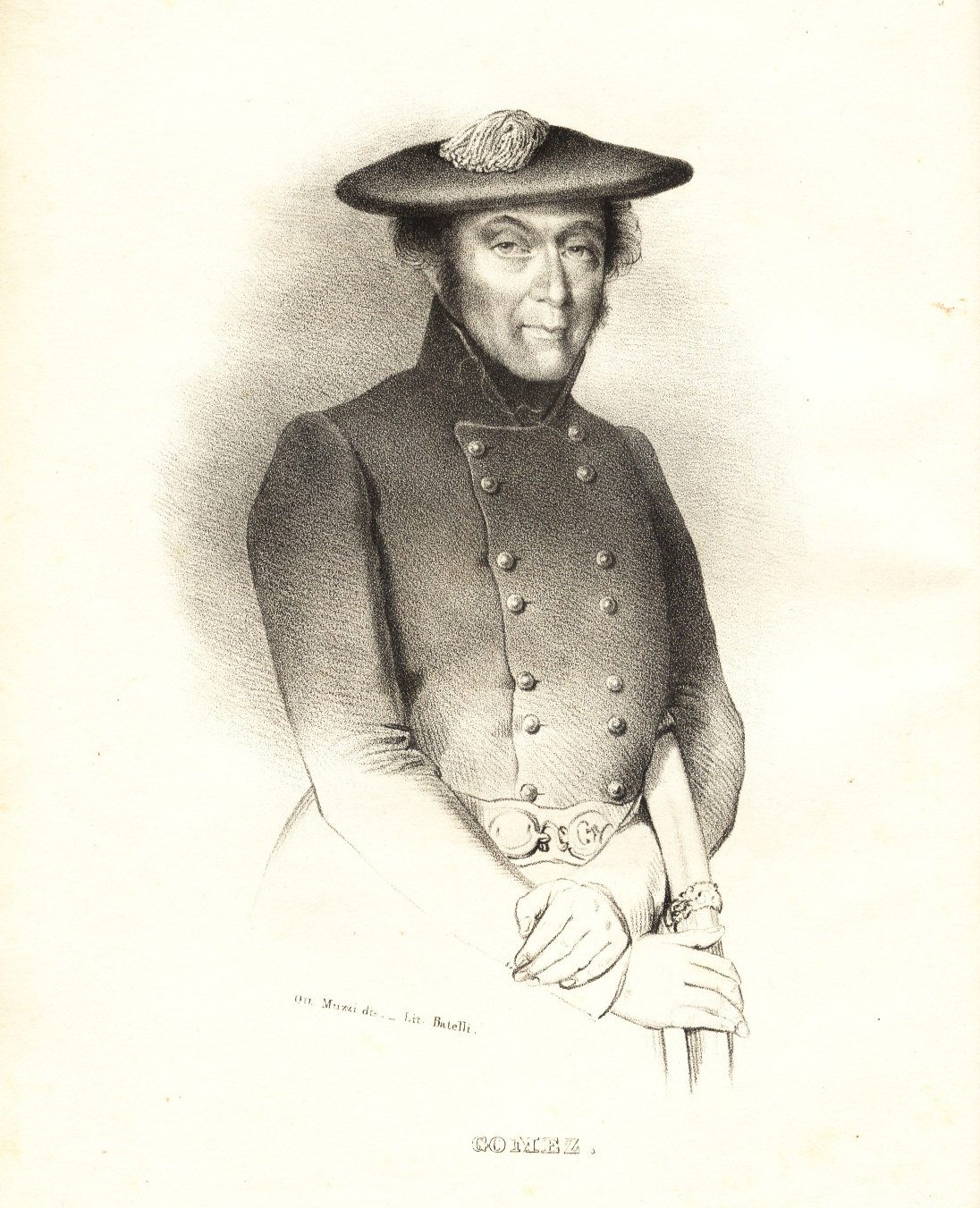
El General Gómez Damas.

Pero la actuación más conocida en Andalucía durante esta guerra fue la del General Miguel Gómez Damas, nacido en 1785 en Torredonjimeno (Jaén), que en 1836 emprendió desde el Norte una expedición con la que llegó a Andalucía. Después de participar en la guerra de la Independencia española, Gómez se había convencido de la causa realista, y por ello a la muerte de Fernando VII se unió a los carlistas y marchó a Navarra para reunirse con Zumalacárregui. Tras la muerte de este último se decidió hacer otro tipo de guerra, la expedicionaria. Consistía en una expedición que se desplazaba por el territorio español intentado captar adeptos a su causa. Conquistaron ciudades importantes como Córdoba e invadieron la serranía de Ronda, pero no pudieron mantener las plazas ocupadas.
Otros destacados generales carlistas de esta guerra nacidos en Andalucía fueron Vicente González Moreno y Juan de Dios Polo y Muñoz de Velasco.
Unos meses antes de la firma del convenio de Vergara, en noviembre de 1838, el teniente carlista Pedro María Quintana se alzó en armas en el peñón de Alhucemas con la tropa del Batallón Francos Voluntarios de Granada, sublevada contra sus jefes, y la mayoría de los allí confinados, con los que se organizó otro batallón, el de la Lealtad, que logró apoderarse del islote y proclamaron a Carlos V. Pretendían llegar en barco hasta la costa de la provincia de Castellón y unirse a las fuerzas de Ramón Cabrera, pero acabaron siendo detenidos por las autoridades francesas en la costa argelina.
Entre los eclesiásticos que apoyaron la causa carlista, destacaron personajes como el arzobispo de Sevilla Francisco Javier Cienfuegos, que fue desterrado por los liberales, o el obispo de Guadix José Uraga, que fue detenido al hallársele implicado en los preparativos de un alzamiento en la Alpujarra. Muchos otros abogaron secretamente por el triunfo del carlismo, como el deán del cabildo de la catedral de Sevilla, Fabián de Miranda. Según el biógrafo de este último, la disputa dinástica era lo de menos: 

No había lugar a deliberar sobre el mejor derecho de una de las partes beligerantes cuando los derechos de Dios estaban por el suelo y pisoteados por una de ellas, sin otra garantía o esperanza de mejoramiento que el vacilante trono de una niña inocente, que dormía en su cuna de oro al arrullo de la impiedad revolucionaria y de las blasfemias de los hombres funestos que la rodeaban.

### Segunda guerra carlista

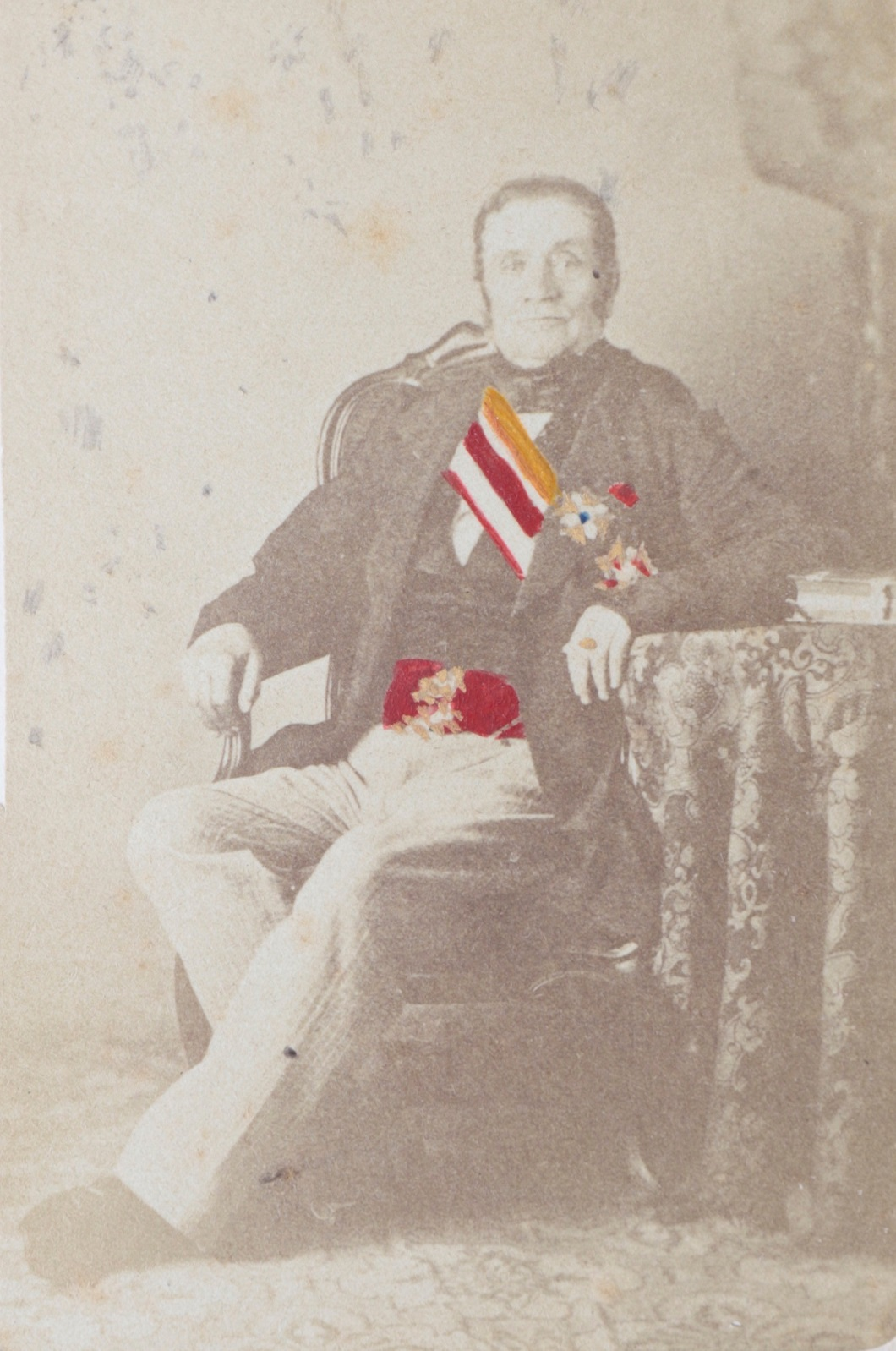
El General Arévalo.

En 1847, durante la campaña montemolinista, se intentó promover un levantamiento carlista en Andalucía por Carlos VI. A este fin, el general carlista José María de Arévalo, exiliado en Francia, pasó a Gibraltar, desde donde se trasladó a su comarca natal, la Alpujarra Granadina, con el cargo de jefe de Estado-Mayor del teniente general carlista Gómez Damas. Pero aquel proyecto fracasó y entonces aquellos dos generales carlistas hubieron de trasladarse a Inglaterra para volver más tarde a Francia, pues ambos preferían morir en la expatriación antes que reconocer a la reina cuyo trono habían combatido con las armas en la mano.
También el jefe Juan Illanes levantó, al grito de «¡viva Carlos VI!», una partida en Guadalcanal, cerca de Sevilla, que sostuvo en la sierra de Cazalla, consiguiendo burlar durante dos meses las fuerzas de la Guardia Civil mandadas por el comandante José Castro, hasta que siendo imposible mantenerse en campaña por no recibir ayuda alguna, tuvieron que dispersarse.
Con motivo del alzamiento carlista de 1855, el general Arévalo se trasladó nuevamente a Gibraltar con el fin de levantar una partida carlista en la serranía de Ronda. Pero el Gobierno español protestó por su presencia allí, lo que llevó a las autoridades británicas a ordenar su detención. Sin embargo, debió ser avisado del peligro, ya que se marchó de la colonia antes de ser apresado.

### Sexenio Revolucionario
A partir de la revolución de 1868, el carlismo pasó a ser un movimiento legal y pudo concurrir a las elecciones y editar periódicos abiertamente adictos a esta causa. En Almería se pubicaron El Observador, El Porvenir y La Juventud Católica; en Cádiz, La Monarquía tradicional; en Córdoba, El Mediodía; en Estepa, El Rayo; en Granada, La Esperanza del Pueblo; en Jaén, La Fé Católica y La Voz de España; en Jerez de la Frontera, La Bandera Católica; en Sevilla, El Oriente; y en Úbeda, El Orden. Todos ellos se proponían combatir la Revolución y difundir las doctrinas católicas y en ellas «las del verdadero orden y las de la legitimidad».
Entre los propagandistas de la causa se señalaron personajes como Francisco Mateos Gago o Francisco Pagés del Corro, pertenecientes a la intelectualidad sevillana.
En la política parlamentaria destacó el obispo de Jaén, Antolín Monescillo, que fue elegido como carlista diputado a Cortes en las elecciones constituyentes de 1869 por Ciudad Real. También el carlista Carlos Calderón fue elegido diputado a Cortes en las elecciones de 1872 por el distrito de Santa Fe (Granada), derrotando a su rival, el candidato ministerial Pedro Borrajo de la Bandera, pero no llegó a tomar posesión de su cargo, pues su acta fue anulada tras el estallido de la tercera guerra carlista.
La proclamación de la Primera República generaría aun más adhesiones al carlismo. Carlos Cruz Rodríguez explicó así el cierto auge que experimentó el carlismo en Andalucía durante este periodo:

Andalucía en general es republicana; las clases acomodadas tampoco son simpáticas al carlismo; pero cuando reina la anarquía, todo el que tiene algo busca un salvador, que el desorden no le da lugar a elegir: se acoge al primero que se presenta, y el año 73 no se había presentado más que Don Carlos.

### Tercera guerra carlista

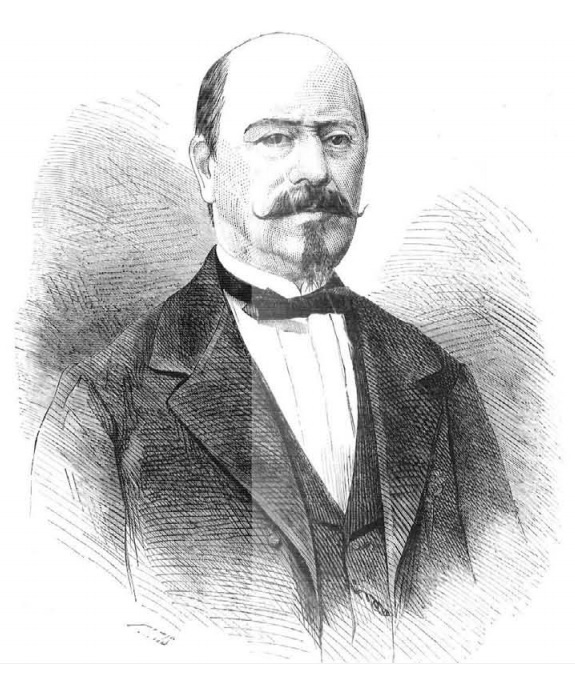
El General Arjona.

Desde la caída de Isabel II, diversos militares andaluces habían optado por servir al reclamante Carlos de Borbón y Austria-Este (Carlos VII) debido a su defensa del orden y la religión católica y entre 1872 y 1876 combatirían en la tercera guerra carlista. 
En la región andaluza debía producirse también un alzamiento, cuya dirección Don Carlos encomendó en 1870 al general Juan Antonio de Zaratiegui con el título de capitán general de Granada y Sevilla. Pero debido a sus problemas de salud, en 1871 Zaratiegui fue sustituido en esta misión por Antonio Arjona.
La conspiración a nivel nacional estuvo dirigida en un primer momento por el sevillano Hermenegildo Díaz de Cevallos. Otros destacados generales carlistas andaluces que participarían en esta guerra eran Emilio Martínez-Vallejos, Juan Illanes, Juan María Maestre, Antonio Oliver, Marcelino Martínez de Junquera, Carlos Calderón, Manuel Fernández de Prada, Antonio Brea y José Díez de la Cortina y Cerrato, así como el vicealmirante Romualdo Martínez de Viñalet. Todos ellos combatieron por Don Carlos en el norte, en la región vasco-navarra, excepto Díez de la Cortina, que luchó y murió en La Mancha.
El General Antonio de Arjona, que había sido secretario de Carlos María Isidro y era conocido en Andalucía, había sido bien recibido en la región. Según la biografía que le dedicó en La Ilustración Española y Americana un íntimo amigo suyo, Arjona habría asegurado muchas veces que toda Andalucía era suya, que la justicia de la causa carlista había conmovido todos los corazones. Pero al estallar la tercera guerra carlista, Andalucía, como otras provincias de España, no respondió al llamamiento.

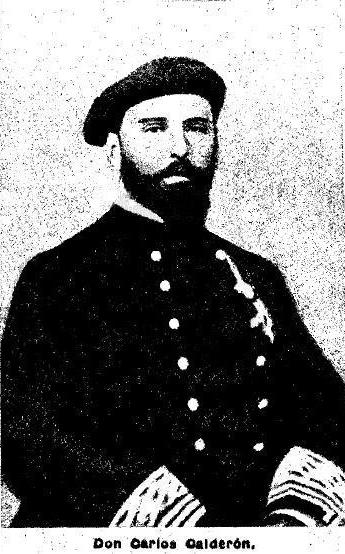
El General Calderón.

A pesar de ello, durante esta guerra también se levantaron algunas partidas carlistas en Andalucía, con escasa actuación puesto que el grueso del contingente carlista se concentraba en el norte, adonde se desplazarían muchos carlistas andaluces. 
El 1 de marzo de 1873 se levantaban tres partidas en la provincia de Granada. Una se formó en un cortijo cerca del polvorín del Fargue, a una legua de la capital, que había de operar en tierra de Guadix, zona escabrosa y con una sola carretera. Otra se organizó en el paseo de la Bomba de Granada, a orillas del Genil, que se dirigía a la Alpujarra Granadina, terreno muy quebrado, y que por Sierra Nevada se podía comunicar con la de Guadix. Y la tercera, mandada por Carlos Cruz Rodríguez, debía haberse formado en Alhama, zona también escabrosa y sin vías de comunicación, y que en caso de apuro podría darse la mano con la de la Alpujarra, por la Sierra de Lújar, o con una que operaba en Vélez-Málaga, por Sierra de Tejeda. Las partidas de Guadix y la Alpujarra se sostuvieron diez o doce días, siendo derrotadas por el Brigadier Salamanca, gobernador militar de Málaga. La de Salar fue sorprendida antes de reunir la gente, dada la proximidad de Loja, población grande y muy liberal.
En Sevilla los carlistas lograron recaudar más de 40.000 duros y a fines de septiembre de 1873 era desarticulada una conspiración carlista en la ciudad, lo que supuso el destierro, entre otros, del Marqués de Gandul y de Ventura Camacho, director del diario carlista El Oriente y después de La Semana Católica, que formaban parte de la directiva de la Liga Nacional.

### Restauración alfonsina

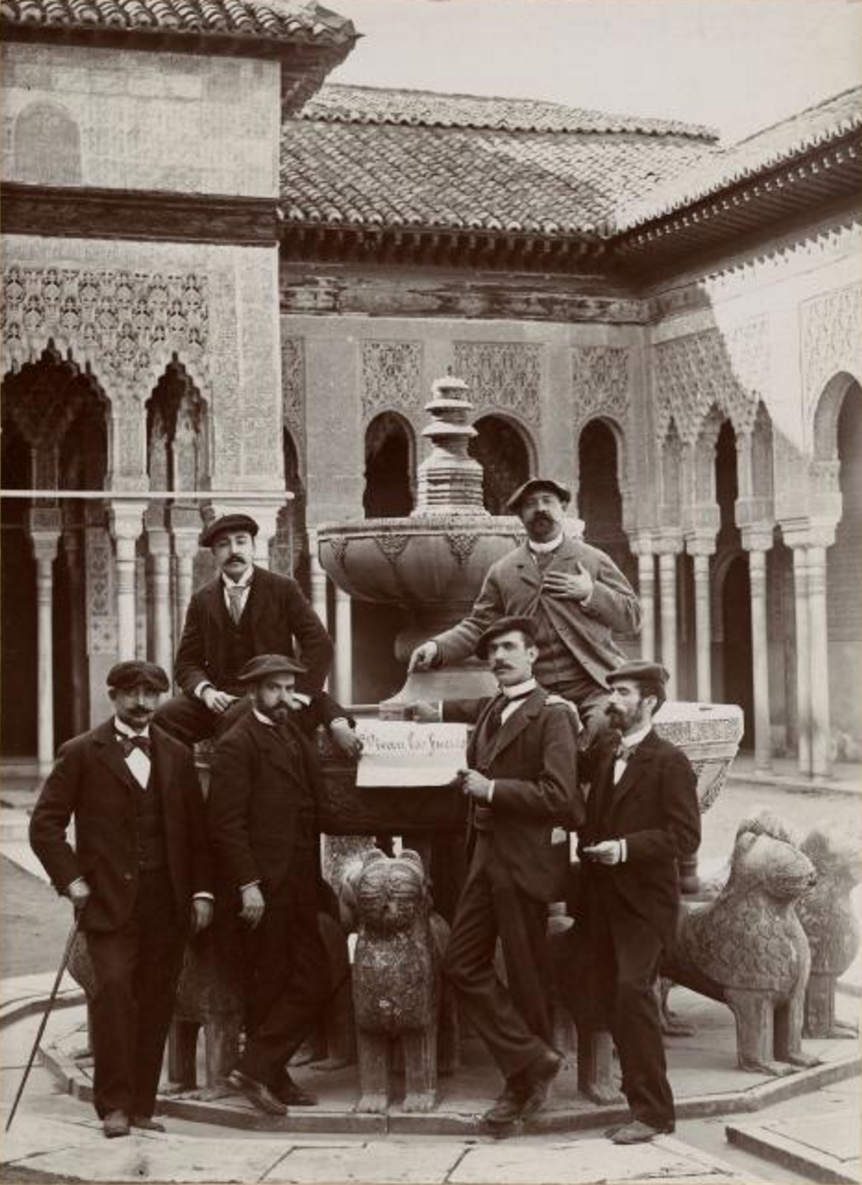
El príncipe Don Jaime junto con Tirso de Olazábal y otros carlistas en Granada en julio de 1894.

Durante la Restauración, el carlismo, aunque menguado, siguió contando con partidarios en Andalucía, particularmente entre las clases medias, y los carlistas editaron algunos periódicos regionales, además de los de tirada nacional, como El Correo Español. Lorenzo Sáenz y Fernández Cortina, por ejemplo, promovió en Jaén la fundación del semanario carlista El Norte Andaluz (1889-1891), y en Úbeda de El Libertador (1896-1899) y El Combate (1901-1910), dirigiendo este último personalmente hasta 1905, en que fue sustituido por Rufino Peinado. Por su parte, los carlistas de Huelva fundaron El Restaurador (1891-1892 y 1896-1897); los de Granada, La Voz de Granada (1892-1897) y El Amigo del Obrero (1896-1898); y los de Córdoba, La Bandera Española (1898-1905).
En 1887 fue nombrado delegado de Don Carlos y jefe de la Comunión Tradicionalista en Andalucía el General Juan María Maestre. Este designó a su vez en 1894 —a instancias del jefe nacional, el Marqués de Cerralbo— a Juan Manuel Moscoso y López como jefe regional tradicionalista de las provincias de Granada, Almería, Málaga y Jaén. Aunque buena parte de los antiguos carlistas granadinos se habían afiliado a los partidos liberales, la actuación de Moscoso permitió crear, en solo cuatro años, juntas carlistas en más de trescientas localidades de Andalucía oriental.

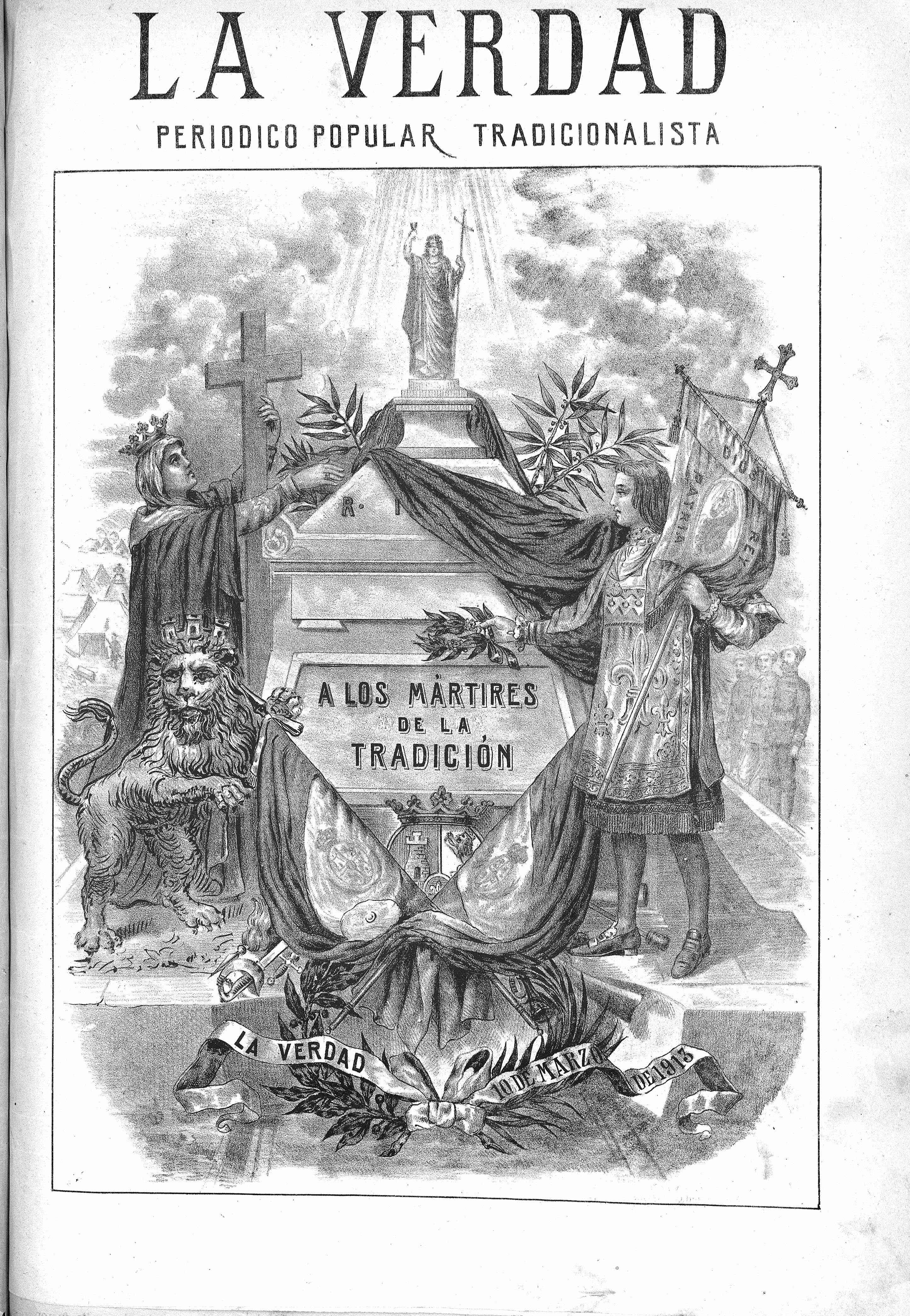
Portada del periódico carlista La Verdad de Granada del 10 de marzo (día de los Mártires de la Tradición) de 1913.

Un destacado pensador carlista durante este periodo fue José Roca y Ponsa. Aunque había nacido en Cataluña, ejercía como canónigo magistral de la Catedral de Sevilla, y firmaba sus escritos y obras como «El Magistral de Sevilla». También fueron personajes importantes en el movimiento, entre otros, Jesús de Grimarest, jefe provincial de la Comunión Tradicionalista de Sevilla; y José Ignacio Suárez de Urbina, jefe provincial de Córdoba en las primeras décadas del siglo XX y estrecho amigo de Juan Vázquez de Mella, de quien fue consejero y guía.
En el intento de sublevación carlista de octubre de 1900 (llevado a cabo al margen de la jefatura del carlismo) hubo pequeñas partidas alzadas en la provincia de Jaén, concretamente en Quesada, Úbeda (12 hombres) y Baeza (13 detenidos).
En 1911 circulaban los semanarios jaimistas regionales La Verdad, de Granada; El Combate, de Jaén; y El Radical, de Sevilla. Más numerosos fueron durante esta época los periódicos andaluces adscritos al integrismo, una escisión del carlismo producida en 1888.

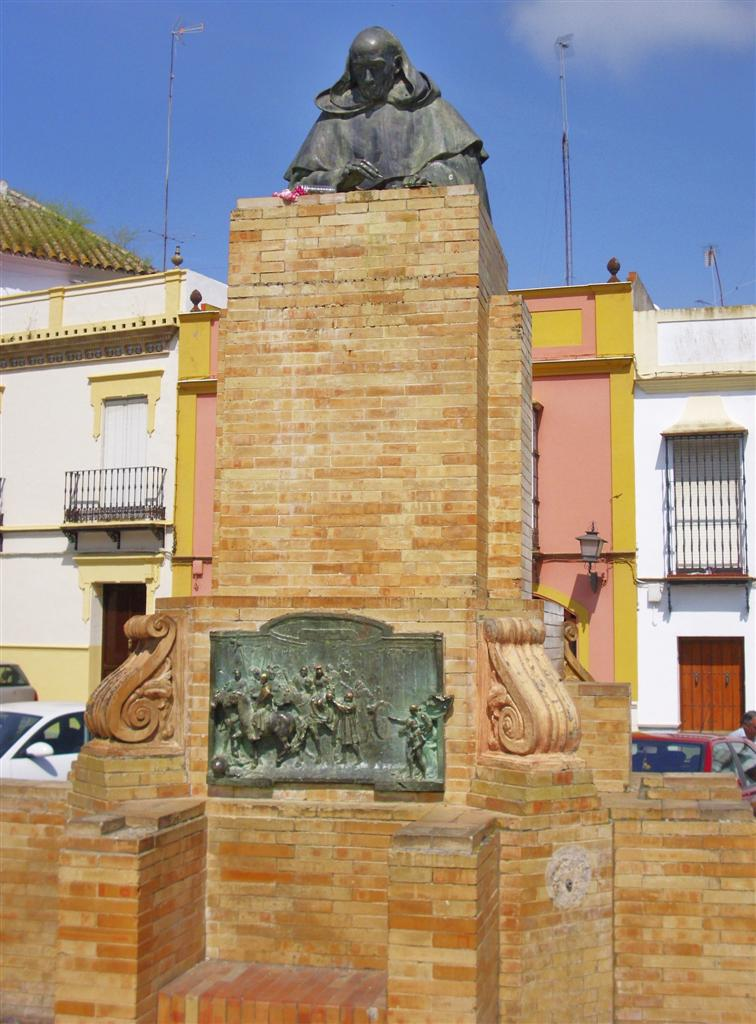
Monumento al Padre Alvarado en Marchena, sufragado e inaugurado por carlistas en 1912.

En honor del Padre Francisco Alvarado «el Filósofo Rancio», en 1912 se celebraron unas destacadas fiestas jaimistas en Marchena, que supusieron una demostración de fuerza del tradicionalismo andaluz. Allí se desplazaron el delegado de Don Jaime a nivel nacional, Bartolomé Feliú, y el jefe regional, José Díez de la Cortina y Olaeta, además de varios jefes provinciales y numerosos tradicionalistas. Por un mitin pronunciado en este acto, el joven Manuel García-Sañudo fue condenado a prisión por injurias a Alfonso XIII.
Aunque el carlismo no contaba en Andalucía con las masas que tenía en regiones como Cataluña o Navarra, Domingo Cirici Ventalló destacaba de esta manera la presencia jaimista en la región: 

En todas las poblaciones de alguna importancia contamos con fuerzas respetables, el clero andaluz es jaimista, simpatizan con el jaimismo las Órdenes religiosas que poseen aquí residencias importantes, son jaimistas las familias más linajudas de Andalucía, la rancia nobleza que vive retirada en sus viejos palacios blasonados, es jaimista una intelectualidad joven, briosa, emprendedora que trabaja valientemente por despertar a su Patria del marasmo en que vive.

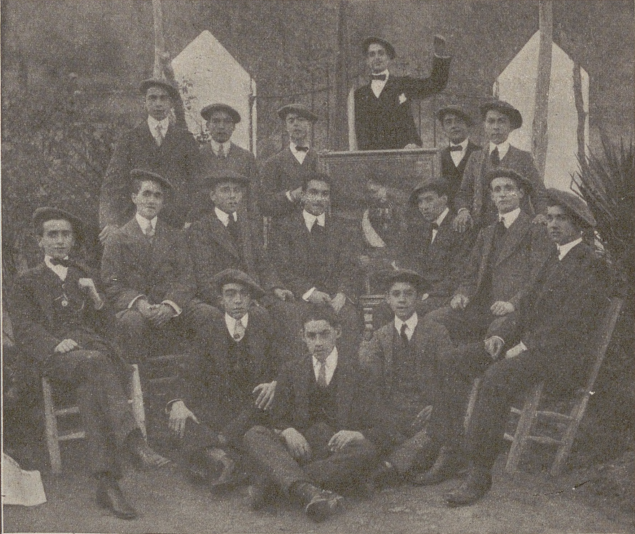
Junta jaimista de Puente Genil (Córdoba) en 1912.

Durante la década de 1910 se constituyó también el Requeté como organización juvenil carlista en diversos pueblos y ciudades de Andalucía.
El jaimismo decayó tras la escisión de Vázquez de Mella de 1919 y la posterior implantación de la Directorio militar de Primo de Rivera. En 1930 actuaba como jefe regional jaimista de Andalucía el iliturgitano José María Bellido Rubio.

### Segunda República
Tras la dimisión de Primo de Rivera en enero de 1930 y tras casi una década de escasa actividad, volvieron a constituirse juntas y delegaciones del Partido Integrista, presididas tanto por veteranos del movimiento como por hombres jóvenes, lo que, según Álvarez Rey, constituye un hecho fundamental —especialmente en Andalucía— para comprender el posterior desarrollo del Tradicionalismo durante la Segunda República.
El abogado y político tradicionalista Manuel Fal Conde, nacido en la provincia de Huelva, se había afiliado el año 1930 al integrismo, que lideraban por aquel entonces Juan de Olazábal y Manuel Senante. Al regresar este partido al seno de la Comunión Tradicionalista, Manuel Fal Conde se coloca a la cabeza de esta en Andalucía. Sus medidas fueron sobre todo impulsar a las juventudes y a los requetés. Gracias a esto el carlismo andaluz vive una época importante, sobre todo a partir de 1932. Algunos militantes tradicionalistas de Sevilla estuvieron ese año implicados en la Sanjurjada.

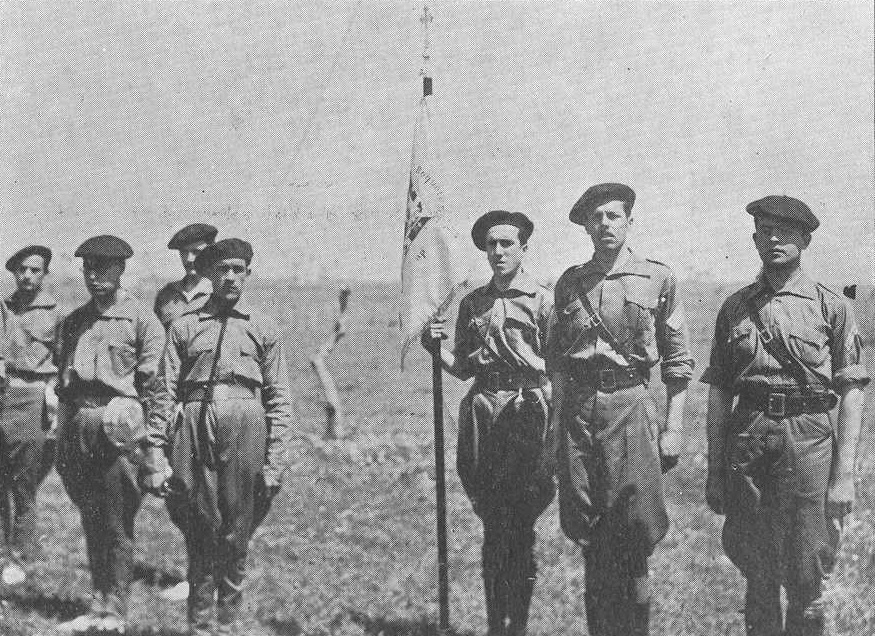
Jefes y Abanderado del Requeté durante una revista en el Quintillo (1934)

En 1933 Fal Conde fue nombrado jefe de Andalucía Occidental y en las elecciones generales de ese mismo año se consiguieron cuatro diputados tradicionalistas en la región andaluza por la coalición derechista (Miguel Martínez de Pinillos Sáenz, Juan José Palomino Jiménez, Domingo Tejera de Quesada y el obrero Ginés Martínez Rubio), solo uno menos que los cinco diputados tradicionalistas elegidos en Vascongadas y Navarra juntas, que eran feudos tradicionales de los carlistas. En 1933 el augusto abanderado del Tradicionalismo, Alfonso Carlos de Borbón, ascendió a Fal Conde a secretario general de la Comunión Tradicionalista (al año siguiente lo elevaría a Jefe Delegado) y Fal también prepara junto con Enrique Barrau el acto del Quintillo en Sevilla para mostrar la fuerza del Tradicionalismo frente a la denostada Segunda República.
En 1934 fue designado jefe regional de Andalucía Occidental José María García Verde, quien dispuso la organización de las Juventudes Tradicionalistas de la región, mientras que para la jefatura de Andalucía Oriental se nombró a Ramón de Contreras y Pérez de Herrasti.
Hacia 1935 el tradicionalismo se había implantado también en las universidades andaluzas y la Agrupación Escolar Tradicionalista se encontraba en auge. En Málaga, por ejemplo, bajo la dirección de personajes como el abogado y periodista Enrique Huelin, los tradicionalistas organizaron destacadas secciones culturales y deportivas.
Además del diario El Siglo Futuro, principal órgano de prensa del Tradicionalismo distribuido a nivel nacional (algunos de cuyos articulistas estrella eran el almeriense Emilio Ruiz Muñoz y el granadino Fernando de Contreras), y el veterano La Verdad de Granada, durante este periodo surgieron de nuevo en Andalucía numerosas publicaciones carlistas. Por ejemplo, en 1933 reaparecía en Córdoba el semanario La Bandera Española dirigido por Santiago Morales «Eseme» y hacia 1935 se editaban en Andalucía los diarios La Unión, de Sevilla, y Diario de Jerez, dirigidos por Domingo Tejera; La Independencia de Almería, dirigido por Fructuoso Pérez Márquez; El Eco de Jaén, dirigido por Melchor Ferrer; el semanario Patria, de Villacarrillo y el quincenal Boinas Rojas de Aguilar de la Frontera, dirigido por Rodolfo Montis Domínguez. Muchos de estos diarios se agruparon en la editorial Impresora Bética (IBSA), creada en 1934. Además, Fal Conde dispuso de un semanario —El Observador— que ejerció como órgano de expresión y portavoz de sus planteamientos políticos.
Aunque los carlistas estaban ya plenamente dedicados a la conspiración con los militares, participaron en las elecciones de febrero de 1936 en la coalición de derechas (Frente Nacional Contrarrevolucionario) contra el Frente Popular y resultaron elegidos quince diputados tradicionalistas, entre ellos Ginés Martínez (por Sevilla) y José María Araúz de Robles (por Granada). No obstante, el nuevo gobierno invalidó algunas actas y anuló las de Granada, por lo que se dio de baja a Arauz de Robles como diputado.

### Conspiración y guerra civil
En 1932 el coronel José Enrique Varela (natural de San Fernando) se hizo cargo de la jefatura de los requetés de toda España, a los que estructuró militarmente: desde la unidad básica, la patrulla, que se componía de cinco boinas rojas y un jefe, el requeté que formaba una compañía de 246 hombres y, por último, el tercio que estaba formado por tres compañías. El malagueño Ricardo Rada se puso al cargo de la organización en 1935 y en julio de 1936 los requetés sumaban 30 000 hombres.

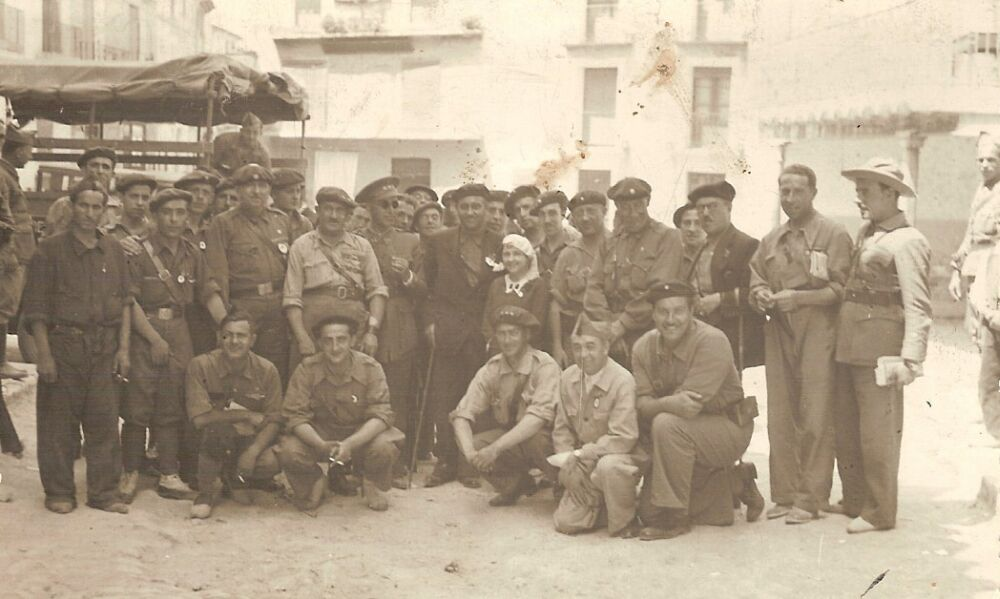
Manuel Fal Conde junto con el teniente coronel Alejandro Utrilla y varios requetés.

Otros militares andaluces integrados en la Comunión Tradicionalista durante la Segunda República participaron en la conspiración y la guerra civil española, como el jienense Alejandro Utrilla (instructor de los requetés de Navarra) o el granadino Luis Villanova Ratazzi, Jefe del Tercio de requetés de Navarra.
Durante la contienda se constituyeron además varios tercios de requetés andaluces: el Tercio Virgen de los Reyes de Sevilla, el Tercio Virgen del Rocío de Huelva, el Tercio de Nuestra Señora de la Merced de Jerez de la Frontera, el Tercio de San Rafael de Córdoba, el Tercio de Isabel la Católica de Granada y el Tercio de Nuestra Señora de la Victoria de Málaga, que combatieron en el bando nacional.
La actuación de los requetés andaluces mandados por Luis Redondo y Enrique Barrau, bajo las órdenes del General Queipo de Llano, fue especialmente decisiva en los primeros meses de la guerra. Entre sus combatientes, se hizo famoso el caso de Antonio Molle Lazo, joven de Arcos de la Frontera torturado y asesinado por milicianos del Frente Popular mientras gritaba de manera incesante «¡Viva Cristo Rey! ¡Viva España!».
Así narraba la actuación de los requetés andaluces en enero de 1937 el corresponsal de guerra Rafael Ortega López:

Y estos Requetés Andaluces que en nada desmerecen a los demás. Requetés que toman en breves días pueblos numerosos, algunos de ellos tan importantes como Montoro y Bujalance, que en Lopera saben derrotar a un enemigo numerosísimo reclutado entre la hez de todas las naciones. 

Bravos muchachos cordobeses de Ponce de León, ese capitán que tan valientemente sabe luchar, porque como Redondo recibe su aliento en Cristo. Requetés cordobeses, bien estáis demostrando que Córdoba es «Casa de guerrera gente». Requetés jerezanos, paisanos de aquel gran español que se llamó Miguel Primo de Rivera. Requetés granadinos, que reciben lección de españolismo en la tumba de los Reyes Católicos. Requetés de Huelva, que bajo la advocación de la Virgen del Rocío luchan, y cuyo comisario carlista de guerra el batallador exdiputado Saro López entrara el primero en Montoro. Requetés sevillanos, preparados para la guerra por el gran Redondo y por Enrique Barrau, bien os estáis portando, los campos de la campiña cordobesa han tenido una buena cosecha de amapolas bermejas boinas de los Requetés.

### Franquismo

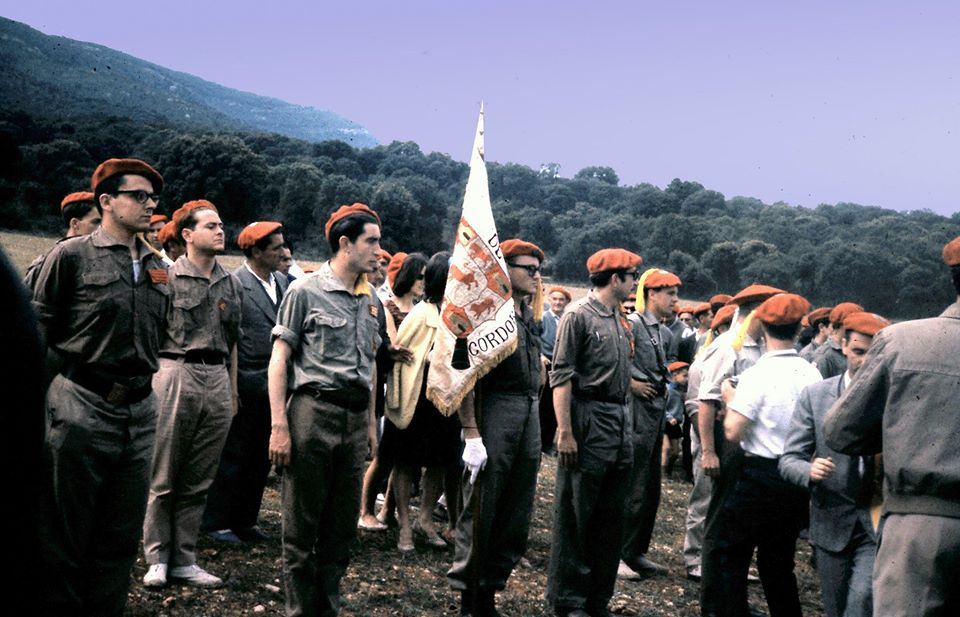
Requetés cordobeses en Montejurra durante la década de 1960.

Durante la dictadura de Franco el carlismo siguió actuando en situación de semiclandestinidad, aunque desde finales de la década de 1950 se permitió a los carlistas formular sus plantemientos de una «Monarquía tradicional, católica, social y representativa», con la que se llegó a identificar el propio régimen. También se autorizaron las multitudinarias concentraciones anuales de Montejurra, que fueron promovidas por la prensa franquista y el NO-DO, y que contaron con la presencia de la familia Borbón-Parma. Allí se desplazaron numerosos carlistas andaluces. No obstante, se siguió celebrando también el acto del Quintillo en Sevilla, donde desfilaron hasta 2000 requetés en 1964 y más de 3000 en 1965.
Desde Sevilla, la Editorial Católica Española, S.A., vinculada al tradicionalismo, y Ediciones Montejurra, dirigida por el catedrático Francisco Elías de Tejada, editaron numerosos libros en defensa de la causa carlista.
En el ámbito estudiantil, tras la disolución oficial de la Agrupación Escolar Tradicionalista (AET) en 1969 por parte de la secretaría de Carlos Hugo de Borbón, la rama de Sevilla continuó usando estas siglas con un grupo liderado por el anterior jefe de la Comunión Tradicionalista, Manuel Fal Conde, partidario del tradicionalismo clásico, que a principios de los 70 estuvo «enfrentado al sector progre», en palabras del historiador Alberto Carrillo-Linares. También siguió activa durante la Transición la AET de Granada.

### Transición
Precisamente el Quintillo fue el acto que eligió Sixto Enrique de Borbón para hacer su primera aparición pública el 26 de abril de 1976 como jefe de una nueva Comunión Tradicionalista enfrentada a su hermano Carlos Hugo. Sixto Enrique presidió aquel acto que los carlistas sevillanos venían organizando desde 1934 y, tras las intervenciones de Ángel Onrubia y Antonio Garzón Marín (quien había sido jefe regional de Andalucía Oriental con Javier de Borbón-Parma), se hizo pública una declaración de principios, afirmando que la Comunión Tradicionalista proclamaba «la defensa de la independencia moral y política de España frente a toda internacional socialista o comunista», lamentando «las graves desviaciones doctrinales del príncipe don Carlos Hugo por su pública adscripción a la doctrina socialista». El manifiesto decía asimismo del príncipe don Sixto que «ha sabido mostrarse fiel al juramento prestado por su padre, don Javier, ante la tumba de don Alfonso Carlos, y sigue enarbolando con la Comunión Tradicionalista la bandera de Dios, Patria, Fueros y Rey».
En los llamados sucesos de Montejurra que tuvieron lugar poco después en Navarra, el carlista y militar onubense José Luis Marín García-Verde («el hombre de la gabardina») disparó en defensa propia contra el grupo de izquierdistas, tras una pelea a palos y garrotazos entre los partidarios de Carlos Hugo y los de Sixto, cuando estos trataban de recuperar el viacrucis para el Tradicionalismo. Posteriormente diría al jefe del Requeté, José Arturo Márquez de Prado, que «no he tenido más remedio que disparar, pero yo no he tirado a dar».
Desde finales de los años 70 y hasta principios de los 90, actuaba en Granada el Círculo Manuel Fal Conde, presidido por el excombatiente requeté Juan Bertos, que editaba un boletín mensual de divulgación nacional. También en Sevilla se han mantenido hasta la fecha círculos carlistas.